# Sylwia Gruchałová
Sylwia Gruchałová (* 6. listopadu 1981 Gdyně, Polsko) je bývalá polská sportovní šermířka, která se specializovala na šerm fleretem. Polsko reprezentovala v devadesátých letech a v prvním a druhém desetiletí jednadvacátého století. Na olympijských hrách startovala v roce 2000, 2004, 2008 a 2012 v soutěži jednotlivkyň a družstev. V soutěži jednotlivkyň získala na olympijských hrách 2004 bronzovou olympijskou medaili. V roce 2003 obsadila druhé místo na mistrovství světa a na mistrovství Evropy v soutěži jednotlivkyň získala tři tituly (2000, 2002 a 2005 mistryně Evropy. S polským družstvem fleretistek vybojovala na olympijských hrách 2000 stříbrnou olympijskou medaili. V roce 2003 a 2007 vybojovala s družstvem titul mistryň světa a v roce 2002 a 2003 vybojovala s družstvem titul mistryň Evropy.